# Robertsfors resecentrum
Robertsfors resecentrum är en planerad järnvägsstation längs med Norrbotniabanans planerade sträckning i Robertsfors kommun Tankar finns även på att samordna busstrafiken intill järnvägsstationen. Stationen kommer att finnas i nära anslutning till E4:an och Robertsfors bruk samt Jenningsskolan. 